# STS-135
STS-135 (ISS-ULF7) e сто и тридесет и петата, последна мисия на НАСА по програмата Спейс шатъл, тридесет и трети полет на совалката Атлантис, полет ULF7 (37-и полет на совалка) към Международната космическа станция (МКС). Последен полет на совалката „Атлантис“.

## Екипаж
Съгласно плановете на НАСА при този полет няма совалка-спасител поради факта, че мисията е последна за програмата и другите совалки са свалени от експлоатация. За спасителен кораб е предвиден руският Союз и затова тя е изпълнена с екипаж от четирима души за първи път от април 1983 г. насам (полет STS-6).
| Пост                    | Астронавт                                 |
| Командир                | Кристофър Фергюсън трети космически полет |
| Пилот                   | Дъглас Хърли втори космически полет       |
| Специалист на мисията 1 | Сандра Магнус трети космически полет      |
| Специалист на мисията 2 | Рекс Уолхайм трети космически полет       |

## Полетът
Основната цел на мисия STS-135 е доставка в орбита на научно оборудване и резервни части за Международната космическа станция. Това е необходимо за осигуряване на нейната дългосрочна работа предвид прекратяването полетите на совалките. Полезния товар, разположен в модула „Рафаело“ е около 3900 кг и включва:
- резервни части за системите за жизнено обезпечаване, електрооборудването, електронни възли и компютри с тегло около 2058 кг;
- предмети за хигиена и дрехи за екипажа на МКС – 362 кг;
- продоволствия – 760 кг;

Около 900 кг товари се намират и на средната палуба на совалката. Обратно на Земята в модула „Рафаело“ се връщат около 2700 кг ненужно оборудване и отпадъци.
По време на полета са достигнати следните постижения:
- 166-и пилотиран полет на НАСА;
- 135-а мисия на совалка;
- 33-ти полет на „Атлантис“;
- 82-ри старт от КЦ „Кенеди“
- 3-ти полет на совалка през 2011 г.;
- 37-а мисия на совалка до МКС;
- 110-а мисия след катастрофата на совалката Чалънджър;
- 22-ра мисия след катастрофата на совалката Колумбия;
- 133-то кацане на совалка изобщо, 78-о в КЦ „Кенеди“, 26-о нощно и 20-о нощно в КЦ „Кенеди“.

## Параметри на мисията
- Стартово тегло на цялата система: 2 050 756 кг
- Маса на совалката при изстрелването: 120 700 кг
- Маса на совалката при приземяването: 102 682 кг
- Маса на полезния товар: 12 890 кг
- Инклинация: 51,6°
- Орбитален период: 91.6 мин

Скачване с „МКС“
- Скачване: 10 юли 2011, 15:07 UTC
- Разделяне: 19 юли 2011, 06:28 UTC
- Време в скачено състояние: 8 денонощия, 15 часа, 21 минути.

### Космическа разходка
По време на съвместния полет на совалката с МКС е осъществена една космическа разходка, в която учства екипажът на Експедиция 28:
| № | Участници                   | Начало                | Край                  | Продължителност  |
| - | --------------------------- | --------------------- | --------------------- | ---------------- |
| 1 | Майкъл Фосъм и Роналд Гаран | 12 юли 2011 13:22 UTC | 12 юли 2011 19:53 UTC | 6 часа 31 минути |

Това е 160-то излизане в открития космос, свързано с МКС, 4-то излизане за Роналд Гаран и 7-мо за Майкъл Фосъм.

## Галерия
- Плакат на мисията.
- Старта, гледан от самолет.
- Външният резервоар малко след отделянето от совалката
- Кристофър Фергюсън и Дъглас Хърли в пилотската кабина на совалката.
- Совалката се приближава към МКС.
- Сандра Магнус в модула „Рафаело“.
- Майкъл Фосъм в открития космос.
- Двата екипажа по време на хранене.
- Групова снимка на двата екипажа.
- Поглед към „Атлантис“ след отделянето от МКС.
- Последното кацане на совалката
- Снимка на екипажа пред совалката след приземяването.
- Последно теглене на совалката към хангара за подготовка, но вече за пенсиониране.